# 朱庭萱
朱庭萱（英語：Bonnie Chu，1974年9月24日—），香港女性飲食作家、電視節目主持、專欄作家，報章主題主任、金融公司副總裁。出版過三本食譜書《星級菜自家煮》、《煮廚教你煮》和《星級菜簡單煮》。

## 簡歷
朱庭萱早年就讀香港培正中學，是飲食作家及煮食博客「玻璃朱城」的主人，出版過三本食譜書《星級菜自家煮》、《煮廚教你煮》和《星級菜簡單煮》，曾為香港旅遊發展局擔任「香港美食之最」評判、ViuTV節目「煮餐飯有幾難」主持、TVB節目「我係小廚神3」專業評判、TVB「媽媽唔易"造"」主持、TVB Big Big Channel的KOL，亦曾為「飲食男女」拍攝食譜。她的正職是金融公司副總裁。2016年在香港創辦廚藝中心「Cooktown名宴」，兼任CEO及校長。
除了以上身份，她亦是中英文姓名學老師、股評家、司儀、歌手、演員、專欄作家、報章新聞專題主任。 曾經在1990年贏得「十九區歌唱比賽灣仔區冠軍」及最後十強，1998年贏得「新城電台迷城歌唱比賽」冠軍。並在1993年至2002年間參演過接近40部電影。
她一向人脈廣泛，她曾經與香港藝人黃宗澤拍拖；亦是林峯的乾姐姐、張栢芝的閨蜜，與香港娛樂圈和政經人士相熟。

## 政治倾向

### 發表支持香港警察執法言論
2019年7月21日，港鐵元朗站發生襲擊事件，朱庭萱在翌日認為「可能元朗居民唔抵得班黃絲蝦蝦霸霸（可能元朗居民受不了黃絲（反對派）到處欺壓）」，所以才走出來還擊，又解釋警察未能及時接聽電話因大量警察調至中環示威所致。朱庭萱後來發聲明指自己「從不支持暴力」，並說只是以「別人角度分析」事情的前因後果，而這則聲明截至2019年11月時已經刪除。
自公開支持警察後，隨即被反對派人士打壓和恐嚇，剛出版的新食譜亦被迫在書展上下架。她的社交媒體連日來被反對派人士攻擊，廣告和贊助商亦因害怕反對派騷擾和破壞而與她解約割蓆。
九月，她成立「LoveHK真心愛港」群組，聚集一班相同立場人士，為藍營和警察發聲。她在社會事件期間一直出錢出力去捐助物資、團結力量去支持警隊。2019年12月中更聯同一班藝人去警察總部探訪，但因照片流出令到一班藝人被反對派攻擊打壓。自此朱庭萱站得更前，接受了本地與內地多個傳媒訪問，分享自己支持警察的理由。

### 和其他藝人及警察聯誼
2019年12月13日，朱庭萱與曹永廉、楊明、莊思明、莊思華、姚瑩瑩、李霖恩、李嘉、冼國林等TVB藝人一起到灣仔警察總部送暖撐警，大合照被未遮蓋某部份人士前便放上網，旋即在社交網上流傳。朱庭萱留言斥放相者︰「班藝員係秘密探訪，唔出鏡㗎害死人喇！」由於照片已在網上瘋傳，上載者刪相已沒有用，朱庭萱索性在自己的facebook公開照片，留言︰「今日一班朋友一齊去PHQ支持送物資！辛苦晒一班守護香港市民嘅警員！最開心係我！見到我偶像男神們！江sir、郭sir、謝sir! 呢個陣容無得輸！仲同江sir 一齊派。」，再加上hashtag「#支持警察 #lovehk #出張靚嘅相先得 #撐警不退縮」
2019年12月30日，朱庭萱與一班支持警察的藝人（包括李嘉、黎瑞恩等）再度出動，在葵涌一餐廳舉行撐警派對。

### 回應「警星飯聚」表示警察應該有基本人權
2020年2月肺炎疫情肆虐期間，時任警務處處長鄧炳強、總警司謝振中與多名藝人包括成龍、曾志偉、譚詠麟等，出席香港明星足球隊晚宴。朱庭萱於facebook回應指他們抗疫期間都要吃飯，警察和藝人有權做朋友，並坦言藝人不少都是藍絲，只是不公開表態；又表示正常人一定會支持警察，只是少數人才會相信所謂假新聞來仇警，又叫人親身示範戴著口罩吃飯。

## 事件

### 酒後駕駛撞傷人被判社會服務令
2022年1月28日凌晨1時左右，朱庭萱駕駛一輛私家車在灣仔天樂里與軒尼詩道交界時，因違反交通標誌，險撞傷一名橫過馬路的菲律賓漢，因現場酒精呼氣測試超標，以涉嫌「酒後駕駛」被捕，其平治私家車已被扣留於鰂魚涌汽車扣留中心待進一步檢驗。該菲律賓男子沒有表面傷痕，驗傷後亦自行離去。最後被控「不小心駕駛」和「沒有提供酒精呼氣測試樣本」兩罪。2022年6月28日，裁判官嚴舜儀判朱社會服務令200小時，及停牌兩年及自費完成駕駛改善課程，並要罰款2千元。

## 出版書籍
- 《星級菜自家煮》（2015年，青馬文化）
- 《主廚教你煮》（2016年，青馬文化）
- 《星級菜簡單煮》（2019年，萬里出版社）

## 外部連結
- 官方网站
- 朱庭萱 Bonnie 玻璃朱的Facebook專頁
- 朱庭萱 Bonnie 玻璃朱的Instagram帳戶
- 朱庭萱 Bonnie 玻璃朱的新浪微博
- 博落「玻璃朱城」 （页面存档备份，存于）